# Prowincja Yagha
Prowincja Yagha – jedna z 45 prowincji w Burkina Faso.
Ma powierzchnię prawie 6,5 tys. km². W 2006 roku mieszkało w niej prawie 160 tysięcy ludzi. W 1996 roku na jej terenach zamieszkiwało niespełna 116,5 tysiąca mieszkańców.